# Gert Schulze
Gert Schulze (* 1935 in Bremen) ist ein deutscher Architekt, der überwiegend in Bremen wirkte.

## Biografie
Schulze besuchte bis 1956 die Oberschule Dechanatstraße in Bremen. Er absolvierte von 1956 bis 1958 eine Zimmermannslehre bei seinem Großvater. Danach studierte er an der Bau- und Ingenieurschule Bremen und lernte im Studium seinen späteren Partner Heinrich Campe kennen. Nach diesem Studium arbeitete er zunächst in einem Hamburger Architektenbüro, unter anderem für Bauwerke auf Helgoland. Er setzte dann sein Studium an der Technischen Hochschule Karlsruhe fort und studierte Architektur, unter anderem bei Egon Eiermann.

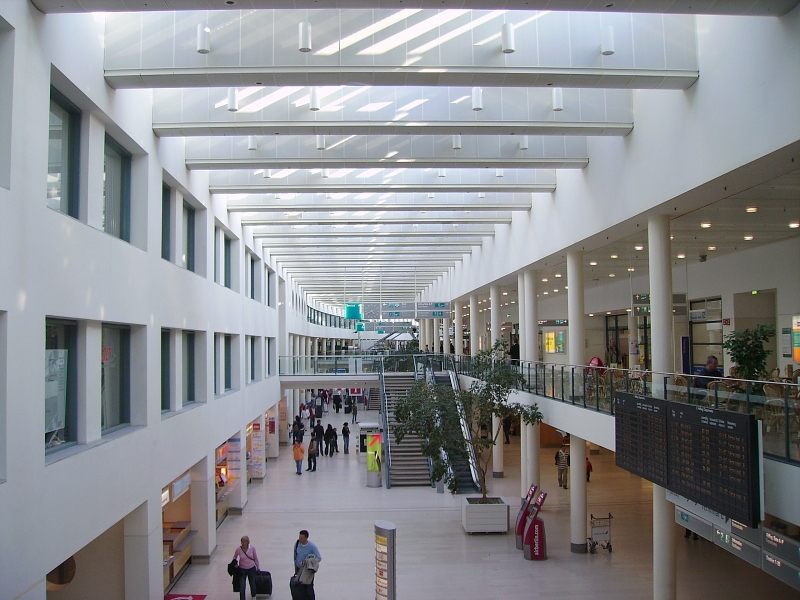
Abflugshalle Flughafen Bremen

1967 kehrte er nach Bremen zurück und war im Architekturbüro von Gerhard Dunkhase tätig. 1970 gründete er sein eigenes Architekturbüro in Bremen. Zeitweise waren von 1977 bis 1981 Walter Stridde und ab 1977 Heinrich Campe seine Partner. Seine Werke wurden durch den Bund Deutscher Architekten mehrfach ausgezeichnet. Sein Büro war bei über 400 Projekten, Wettbewerben und Gutachten beteiligt. Bei diversen Wettbewerben erlangte er den ersten Preis oder war unter den Preisträgern.
In den 1980er Jahren realisierte er mehrere Bauten der Universität Bremen. 1987 gewann er den Wettbewerb für den Flughafen Bremen und führte in den 1990er Jahren verschiedene Bauvorhaben vom und am Flughafen aus.
Von 2004 bis 2006 firmierte sein Büro unter dem Namen Schulze Schulze Pampus Architekten mit seinem Sohn Jan Schulze und seinem langjährigen Mitarbeiter Martin Pampus als seine Gesellschafter.
Sein zweiter Sohn Phillip Schulze ist ebenfalls Architekt.

## Werk und Würdigung

### Würdigung
Schulzes ersten Planungen von 1970 zeigen am Beispiel der Büro- und Lagergebäude von Präzi-Ruff noch auf, dass er ein Eiermannschüler war. Schulze entdeckt – wie er sagte – nun auch die Dänische Architektur. Der skandinavische Einfluss ist beim Bürohaus Tiefer 10 von 1978 spürbar. Auch Heinz Mohls Architektursprache beeindruckte ihn. Eine weitere Umorientierung folgte unter dem Einfluss der Bauten von Aldo Rossi und dem stadträumlichen Zusammenhang in den 1970er Jahren am Beispiel der Schweizer Entwicklungen. Die Postmoderne Architektur hatte hingegen nur geringen Einfluss auf seine Entwürfe. Schulze achtet in hohen Maße auf das „gesteigerte Detail“, das – so Schulze – „eine Art poetische Ausstrahlung“ bewirken kann. „Ein wichtiges Motiv“ für sein Büro war die „Gliederung der Fassade in drei Zonen: Sockel, Mittelzone und Attika“. Seine Bauten sollen im städtebaulichen Kontext stehen, wie beim Akademisches Viertel von 2000 in der Mary-Astell-Straße.
Auch Manfred Schomers würdigt seine Bauten, die sich „harmonisch in das Umfeld einpassen“, „regelhaft in ihrem architektonischen Aufbau“ sind und wo „das bauliche Detail und das Material häufig im Mittelpunkt“ stehen und die sich auf „hohem Niveau etablierten“. Der „kleinformatige Klinker“ war sein „Lieblingsmaterial“. Das Zürich-Haus Am Brill und die Erweiterung des Arbeitsamtes zählen nach Schomers jedoch „nicht zu den starken Bauten Schulzes“.

### Werkliste (Auswahl)

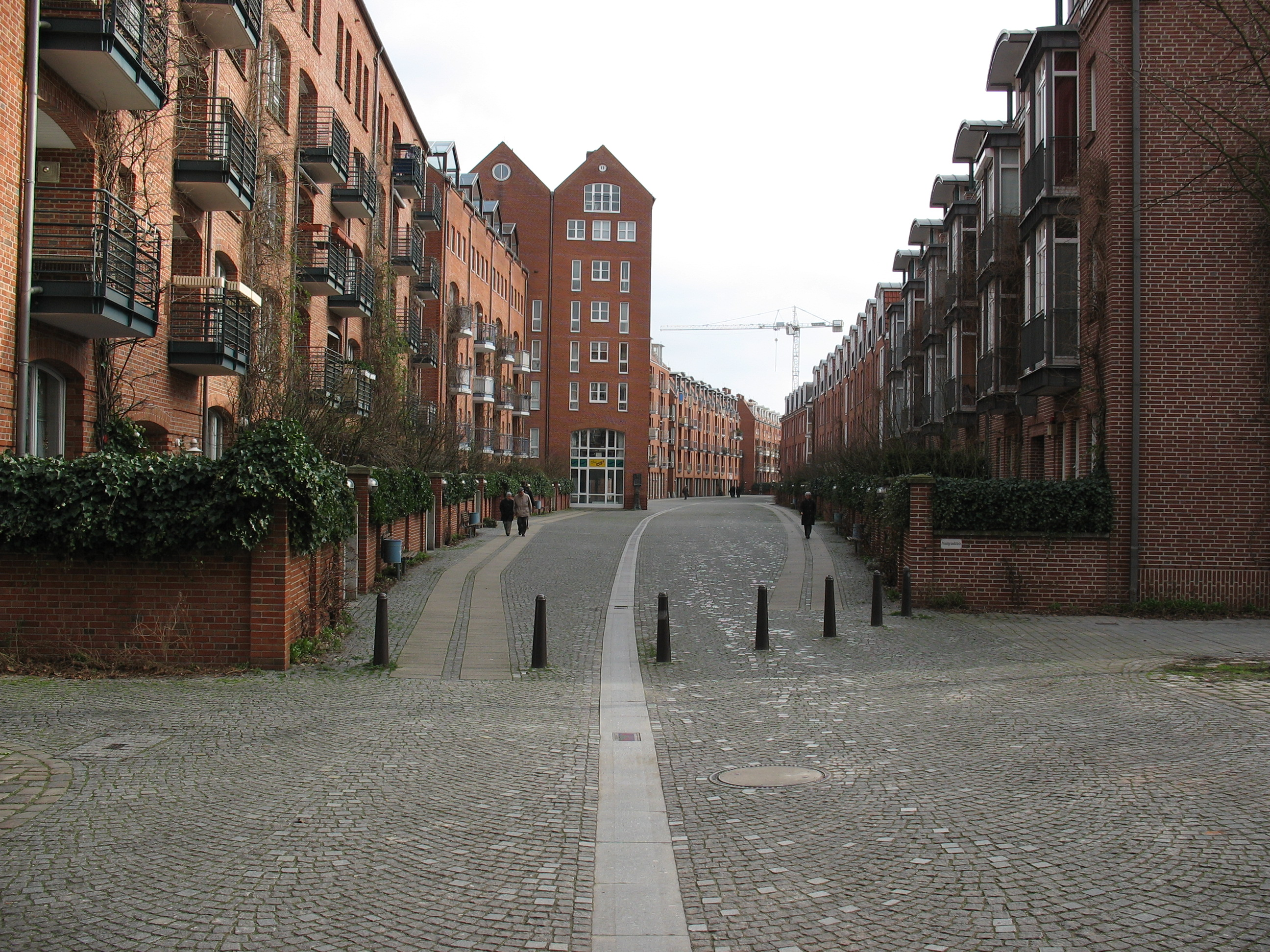
Teerhof Bremen

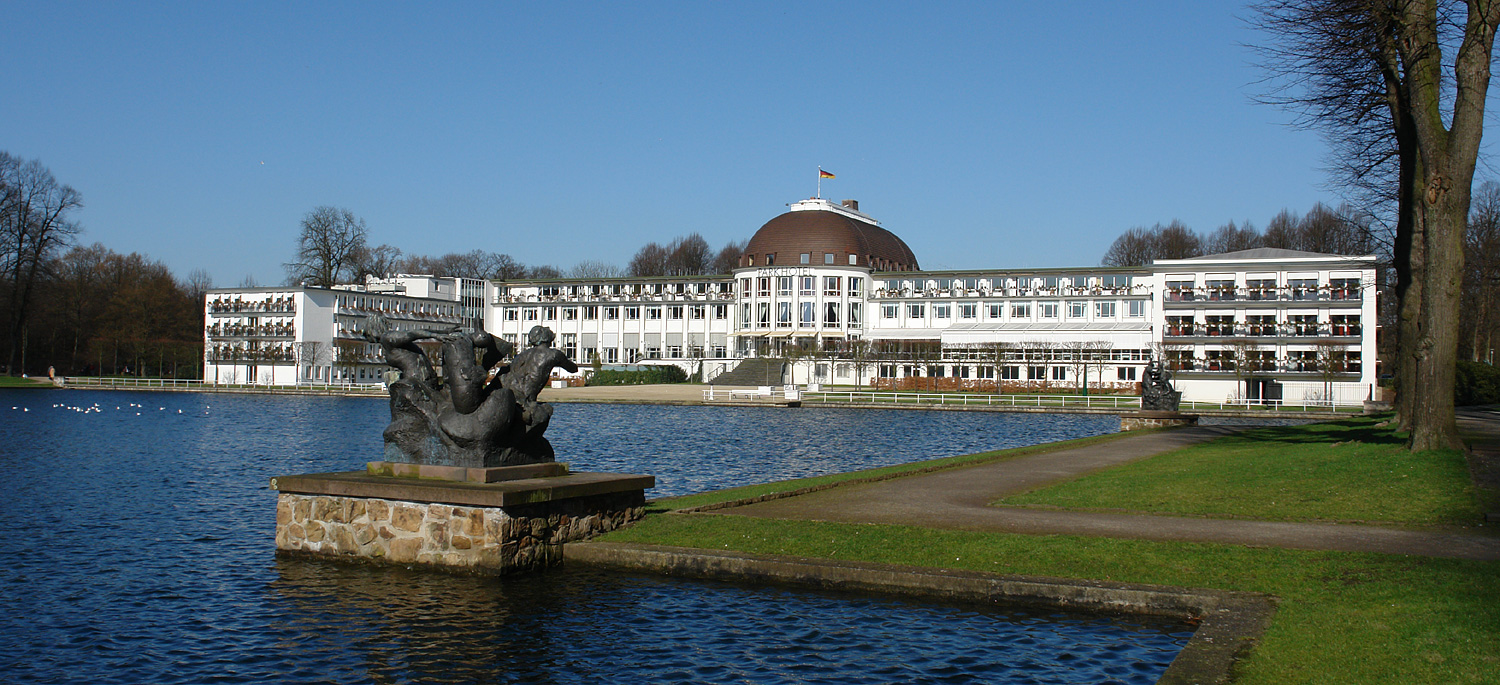
Parkhotel Bremen und Hollersee

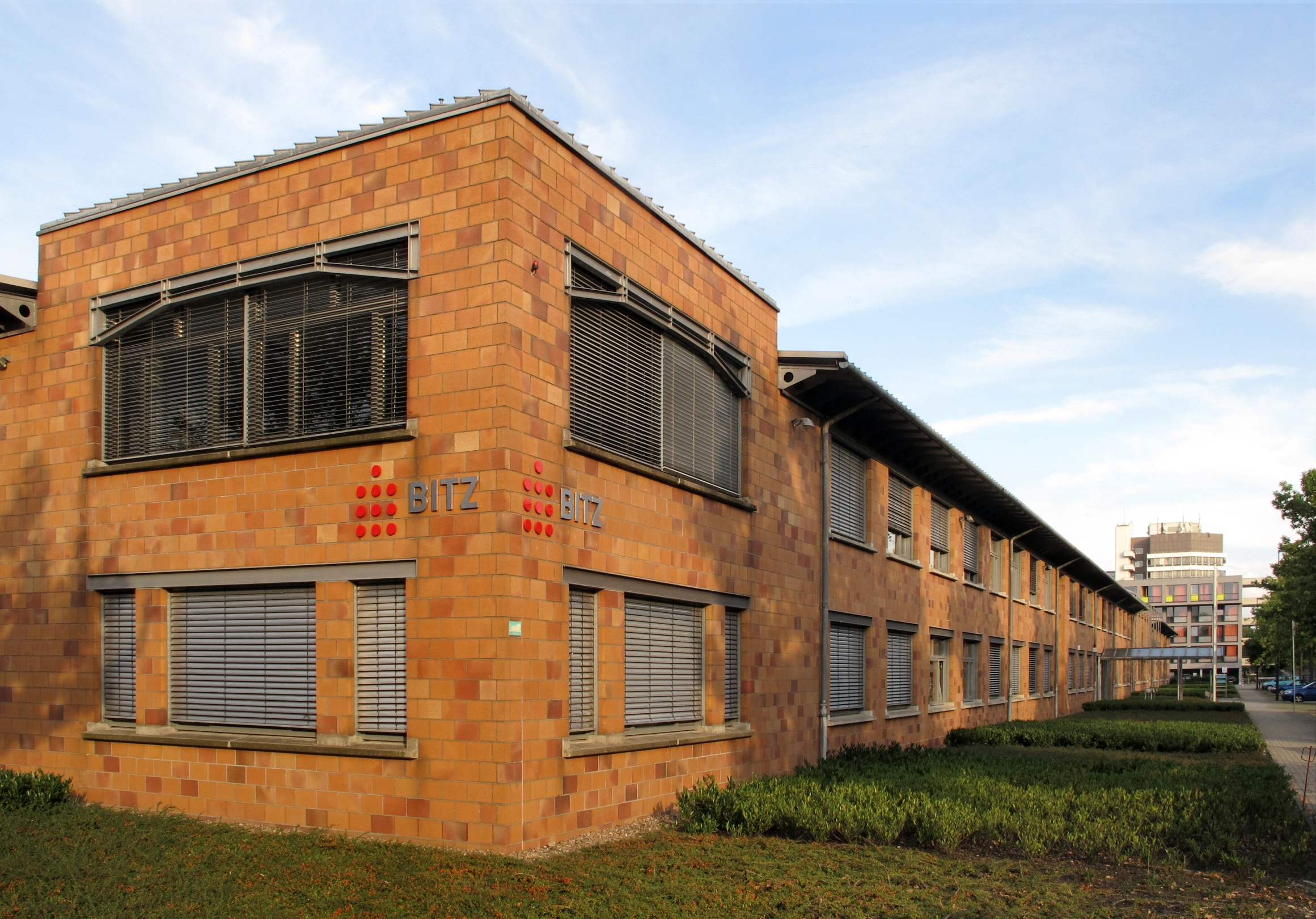
BITZ - Bremer Innovations- und Technologiezentrum

- 1970: Wohnhaus Schulze in Bremen-Hemelingen, Sebaldsbrücker Heerstraße 86
- 1970: Büro- und Lagergebäude der Firma Präzi-Ruff im Bremer Osten, zum Panrepel
- 1977–80: Reihenhäuser Schenkendorfwiese in Schwachhausen, Schenkendorfstraße 20
- 1977–81: 1. Preis im städtebaulichen Wettbewerb vom Fährquartier in Bremen-Vegesack; 1982: BDA-Preis als Belobigung
- 1978–80: Stadtreinigungsbezirksstelle in Bremen-Mitte, Juiststraße
- 1978: 25 Reihenhäuser in Rönnebeck, Bremen-Blumenthal, An der Amtsweide 35; BDA-Preis 1978
- 1978: Bürohaus in Bremen-Mitte, Tiefer 10; 1978: BDA-Preis als Belobigung
- 1980: Wohnhäuser an der Reeder-Bischoff-Straße in Bremen-Vegesack
- 1981: Sanierung Stadtvilla in Schwachhausen, Hartwigstraße 37
- 1981: Wohnhaus in Bremen-Mitte, an der Schlachte Nr. 41–44
- 1982: Geschäftshaus in Bremen-Mitte, Balgebrückstraße 14/Lange Wieren 4
- 1982: Bürohaus mit SB-Markt in Bremen-Oberneuland; 1986 BDA-Preis als Anerkennung
- 1982: Wohnanlage Berg- und Talssraße in Bremerhaven-Geestemünde von 1982 (In Architektur in Bremen und Bremerhaven von 1988)
- 1984: Geschäftshaus in Oberneuland, Oberneulander Heerstraße 30,
- 1985: Haus der Architektenkammer in Bremen-Mitte, Umbau
- 1984: Mehrfamilienhaus in Bremen-Schwachhausen, Parkallee 169
- 1985: Bremer Technologiezentrum BITZ der Universität Bremen; BDA-Preis 1986
- 1985: Zentrum für Oberflächentechnik der Universität Bremen; 1988 BDA-Preis als Anerkennung
- 1985: Erweiterung und Umbau Arbeitsamt Bremen-Mitte, Doventorsteinweg
- 1985: Gewerbezentrum am Hochschulring in Bremen
- 1988: Mehrfamilienhaus Bleicherstraße in Bremen-Mitte; 1990 BDA-Preis als Anerkennung
- 1988: Wohnbebauung Teerhof, Nr. 22 bis 56
- 1989: Innovations- und Gründerzentrum in Bremerhaven
- 1989: Wohnhaus Lemke in Bremen; Baulückenpreis
- 1990: Wohnhaus in Bremen-Mitte, Bleicherstraße 52
- 1991: Designhaus der Universität Bremen
- 1992: Institut für Umweltforschung und Technologie der Universität Bremen (UFT)
- 1992: Mehrfamilienhaus Kirchheide in Bremen-Vegesack
- 1992: Wohn- und Geschäftshaus mit SB-Markt in Rostock-Lütten Klein
- 1991–98: Flughafen Bremen, Hauptgebäude mit Abflughalle, Pavillon der Autovermieter, Straßenbahnstation, Luftfrachtzentrum
- 1994: Reihenhäuser Im Hollergrund in Bremen
- 1995: Zürich Versicherungsgebäude in Bremen-Mitte, Am Brill
- 1995 Wohnbebauung Menkepark Bremen; Wettbewerb, 1. Preis
- 1995: Flughafen Bremen, Parkhaus II
- 1998: Flughafen Bremen, Bremen-Halle
- 1995–97: Messe- und Veranstaltungszentrum auf der Bürgerweide in Findorff; BDA-Preis 1998
- 1999: Kreuzfahrt-Terminal an der Columbuskaje in Bremerhaven
- 1999: Schaumagazin vom Focke-Museum in Bremen-Riensberg
- 2000: Wohnanlage Akademisches Viertel in Horn-Lehe, Mary-Astell-Straße 7; BDA-Preis 2002
- 2000–01: Flughafen Münster/Osnabrück, Erweiterungsbau
- 2001: Dienstleistungszentrum und Wohnbauten in Horn-Lehe, Kremser Straße
- 2001: Büro- und Geschäftshaus in Bremen-Mitte, Am Wall Nr. 137/139
- 2002: Parkhotel Bremen, Ostflügel
- 2004: Schrägseilbrücke der Autobahn A 281 in Bremen-Neustadt

## Ehrungen, Auszeichnungen
- BDA-Preis 1978, 1986, 1998, 2002, 2010 und 2018
- BDA-Belobigung 1978 und BDA-Anerkennung 1986 und 1990